# General Electric T58
El General Electric T58 es un motor aeronáutico de tipo turboeje desarrollado para ser usado en helicópteros. Fue encendido por primera vez en 1955, permaneció en producción hasta 1984, momento en el cual unas 6.300 unidades habían sido fabricadas. El 1 de julio de 1959, se convirtió en el primer motor de turbina en conseguir la certificación FAA para uso civil. Este motor fue fabricado bajo licencia y desarrollado en el Reino Unido por de Havilland bajo el nombre Gnome, y también fue fabricado por Alfa Romeo en Italia y IHI Corporation en Japón.
El desarrollo comenzó en 1953 con un requerimiento de la Armada de los Estados Unidos de un motor turboje para helicópteros que pesara menos de 180 kg y desarrollara una potencia de al menos 800 HP (600 kW). El motor construido por General Electric al final solo pesaba 110 kg y proporcionaba 1050 HP (780 kW) y pronto fue encargado para su producción. El primer vuelo fue en 1957 con un helicóptero Sikorsky HSS-1 modificado, y la certificación civil de la variante CT58 fue obtenida dos años más tarde.
La versión principal de producción de este motor era la T58-GE-10, que desarrolla una potencia de 1.400 HP (1.044 kW). La versión más potente es el T58-GE-16 con 1.870 HP (1.390 kW).

## Aplicaciones
- Aerospatiale SA 321K Super Frelon - Used by Israeli Air Force
- Agusta A.101
- Boeing Vertol BV-107-II
- Boeing CH-46 Sea Knight
- Kaman SH-2 Seasprite
- Piasecki XH-21D Shawnee (Modelo 71)
- Sikorsky SH-3 Sea King
- Sikorsky HH-3B/C/E/F
- Sikorsky HH-52 Seaguard
- Sikorsky S-61L/N
- Sikorsky S-62
- Sikorsky S-67 Blackhawk
- Sikorsky S-72